# John Turner (político)
John Napier Wyndham Turner (Richmond, 7 de junio de 1929 - Toronto,18 de septiembre de 2020) fue un abogado y político canadiense que ejerció como primer ministro de Canadá de junio a septiembre de 1984.
Nacido en Inglaterra, Turner y sus hermanos se mudaron a Canadá, país de su madre, luego de la muerte de su padre en 1932. Al graduarse de la Universidad de Columbia Británica, Turner ejerció la abogacía hasta que fue electo a la Cámara de los Comunes en las elecciones de 1962. Visto como una joven promesa, Turner encabezó varios ministerios durante los gobiernos liberales de Lester Pearson y Pierre Trudeau. Considerado como uno de los líderes de la facción más económicamente conservadora del Partido Liberal, Turner renunció al gabinete de Trudeau en 1975, al negarse a implementar una política de control de precios para lidiar con la estanflación que sufría el país en ese entonces.
En 1976 Turner renunció a su escaño en el parlamento para volver a dedicarse a la abogacía, defendiendo corporaciones de Bay Street. Cuando Trudeau anunció su renuncia en 1984, Turner volvió a la política con el objetivo de ser electo líder del Partido Liberal y por lo tanto primer ministro del país. Lo logró, pero solo ocupó el cargo por setenta días, ya que inmediatamente después de prestar juramento llamó a elecciones que resultaron en una victoria aplastante de los conservadores progresistas de Brian Mulroney. Turner se mantuvo como líder de la oposición, luchando vigorosamente contra el tratado de libre comercio con Estados Unidos propuesto por Mulroney, pero volvió a ser derrotado por este en las elecciones de 1988, aunque por muy poco. Turner renunció al liderazgo del Partido Liberal en 1990 y en 1993 se retiró definitivamente de la política.
A pesar de que su gobierno haya sido el segundo más efímero en la historia canadiense, luego del de Charles Tupper, por el resto de su vida Turner fue visto como un sabio estadista, siendo entrevistado de vez en cuando sobre el estado del país y de su partido. Falleció a los 91 años en septiembre de 2020.